# Les models
|  | Per a altres significats, vegeu «Les models (Seurat)». |

Les models (títol original en anglès Cover Girl) és una pel·lícula estatunidenca dirigida per Charles Vidor i estrenada l'any 1944. Una ballarina de Brooklyn abandona el seu xicot després de guanyar un concurs de bellesa i convertir-se en una famosa model de revista, però descobrirà que la fama i la fortuna no poden reemplaçar a l'amor veritable. Ha estat doblada al català.

## Argument
Danny McGuire (Gene Kelly) dirigeix una petita discoteca nocturna a Brooklyn. La seva promesa Rusty Parker (Rita Hayworth), una de les ballarines de l'espectacle, es presenta a un concurs que organitza la revista Vanity. És de seguida observada pel director John Coudair (Otto Kruger) que la selecciona i la converteix en famosa l'endemà. Des d'aleshores, el públic i els professionals s'acuiten al cabaret de Danny per veure-la. Els problemes comencen quan Noel Wheaton (Lee Bowman) proposa a Rusty de ser l'estrella d'un espectacle a Broadway, al seu teatre. No volent pas perjudicar a la carrera de Rusty, Danny la despatxa de la seva discoteca, desapareix i marxa de gira. Desemparada, Rusty accepta la proposició de Weathon i esdevé una estrella de Broadway. Informada del retorn de Danny per John Coudair, el dia del seu matrimoni amb Noel Wheaton, Rusty s'escapoleix per trobar Danny, l'home que ha sempre estimat.

## Repartiment
- Rita Hayworth: Rusty Parker/Maribelle Hicks
- Gene Kelly: Danny Mc Guire
- Lee Bowman: Noel Wheaton
- Phil Silvers: Genius
- Eve Arden: Cornelia Jackson
- Leslie Brooks: Maurine Martin
- Otto Kruger: John Coudair
- Jess Barker: John Coudair jove
- Shelley Winters: una cover girl
- Dusty Anderson: una cover girl

Actors que no surten als crèdits:
- Fern Emmett: una fotoperiodista
- Thurston Hall: Tony Pastor
- Kathleen O'Malley: una venedora de cigarretes

## Al voltant de la pel·lícula
- Presentada l'any 1944, Les models va ser dirigida per remuntar la moral dels americans submergits en plena Segona Guerra mundial. Rita Hayworth, anomenada « la deessa de l'amor » dels anys quaranta, actuava i dansava ja des de feia anys quan Harry Cohn, director de la Columbia, la va transformar en una gran estrella amb Les models posant en valor les seves autèntiques qualitats de ballarina. Aquest film va ser un èxit sense precedent i li va valer a Rita Hayworth una fama internacional.

## Premis i nominacions
Les models va rebre cinc nominacions i va assolir 1 Oscar:
- Oscar a la millor banda sonora per Carmen Dragon i Morris Stoloff.